# Pronunciamiento de 1841 en España

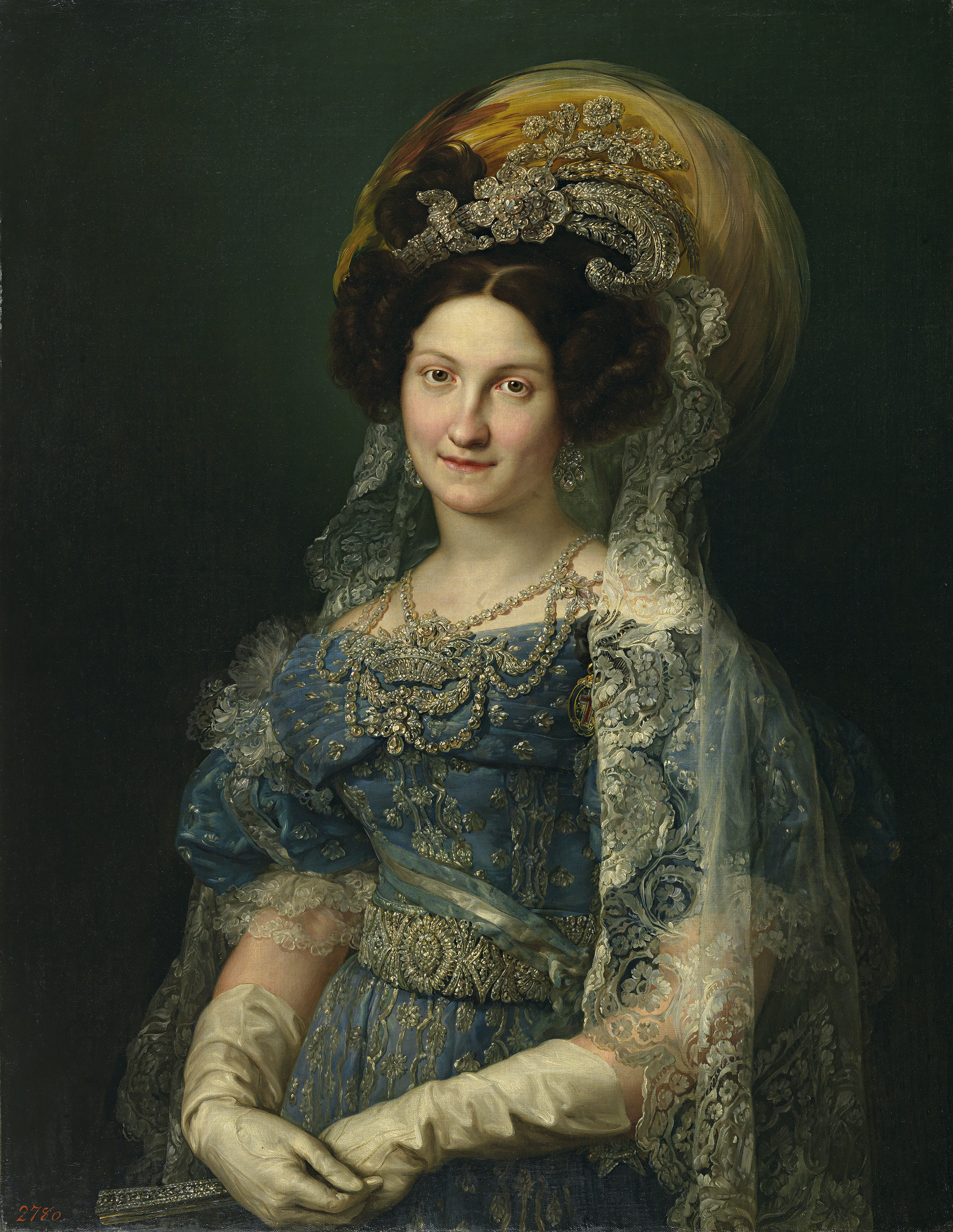
María Cristina de Borbón

El pronunciamiento de 1841, también conocido como «la octubrada», fue un pronunciamiento patrocinado y promovido por la ex regente de España, María Cristina de Borbón y su marido, Agustín Fernando Muñoz, contra el regente, el general Espartero que se fraguó desde el exilio en Francia de la Reina Gobernadora junto con elementos del Partido Moderado también en el exilio, y militares afines.

## Antecedentes
A principios de 1841, María Cristina y su esposo Agustín Fernando Muñoz viajaron a Italia para entrevistarse con el Papa Gregorio XVI para obtener su bendición por el matrimonio morganático celebrado, situación que pesaba como una losa en la situación política de María Cristina. El viaje fue organizado por Francisco Cea Bermúdez. Los esposos consiguieron la absolución que ansiaban a costa de renunciar a la obtención de algún título de nobleza para el esposo. De esta forma, los moderados vieron renacer la esperanza de que María Cristina pudiera liderar el Partido sin lacra alguna en su historial personal e hiciera oídos sordos a los que alimentaban su deseo de retirarse a la vida privada con Muñoz. Así, en febrero los moderados instaron al gobierno francés al apoyo de María Cristina frente a las alianzas de Espartero con Inglaterra.
En mayo de 1841, al tiempo que las Cortes españolas concedían la regencia única a Espartero, María Cristina llegó a París donde Luis Felipe de Orleans la instó a fijar su residencia. Una vez allí los moderados desfilaron ante la Corte de la ex regente bajo la atenta vigilancia de Muñoz que se convirtió en piedra angular de los movimientos políticos. Uno de los primeros hombres en ganarse la confianza de María Cristina y su esposo fue Juan Donoso Cortés que, más tarde, se convirtió en auténtico paladín de la causa moderada más crítica con los liberales progresistas. A este se unieron Francisco Javier de Istúriz, Diego de León, Juan González de la Pezuela y otros moderados del ala más conservadora.

## Los acontecimientos se precipitan
Ni María Cristina ni su esposo estaban por la labor de patrocinar y, menos, financiar, un movimiento contra Espartero con quienes juzgaban traidores. Ambos mostraban abiertamente su hostilidad a los moderados a quienes criticaban por no haber sabido defender la regencia y haber traicionado el Estatuto Real de 1834. La posición de los moderados criticando a la regente cuando se vio obligada a capitular ante las peticiones de los sargentos de la Granja de San Ildefonso y su inacción en los meses posteriores frente a los liberales, junto a los panfletos que lanzaron por las calles de Madrid para hostigar el matrimonio secreto con Muñoz, eran los reproches más comunes. Muñoz incluso evocaba el periodo anterior, el de la Década Ominosa, en el que veía el reflejo de lo que debía ser la monarquía: un régimen absolutista.
No obstante, la situación comenzó a cambiar a raíz de varios sucesos. Por un lado, la tutela de la reina Isabel, menor de edad, se encomendó a Agustín Argüelles, hombre no deseado por María Cristina; en segundo lugar el relevo en las personas cercanas a la reina en el Palacio colocando gente de confianza de Espartero alejaba los contactos con sus hijas, y en tercer lugar la amenaza que suponía para las pretensiones de María Cristina la proximidad a su hija Isabel de la infanta Luisa Carlota, empeñada en una boda de la reina con alguno de sus hijos. Por todos esos motivos finalmente María Cristina aseguró la financiación de la sublevación.
El gobierno de Antonio González González, hombre de confianza del general Espartero, fue el que tuvo que hacer frente al pronunciamiento organizado desde París por la regente María Cristina con la colaboración del Partido Moderado y protagonizado por los generales afines, encabezados por Ramón María Narváez y en el que también estaba implicado el joven coronel Juan Prim, a pesar de estar más cercano a los progresistas. Entre los políticos implicados destacaban el moderado Andrés Borrego y un histórico del liberalismo, Antonio Alcalá Galiano, ahora en las filas del moderantismo.

## Los objetivos del pronunciamiento

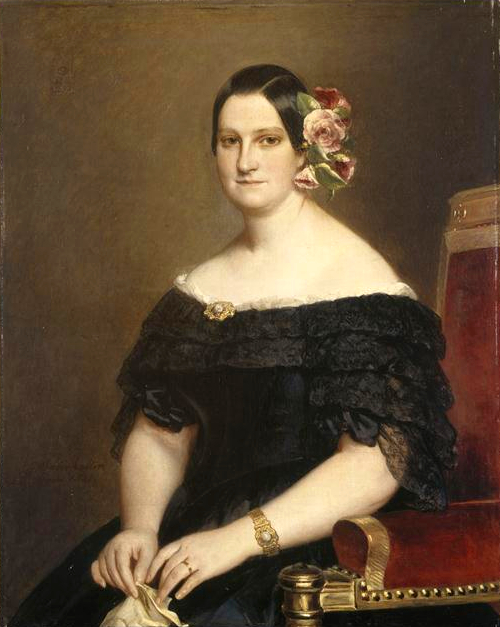
María Cristina de Borbón hacia 1841

La justificación del pronunciamiento por parte de los implicados fue que la «reina estaba secuestrada» por los progresistas a través de su tutor, Agustín de Argüelles y de la dama de compañía nombrada por éste, la condesa de Espoz y Mina, viuda del famoso guerrillero y militar liberal Francisco Espoz y Mina –en realidad lo que estaban haciendo los progresistas era llevar a la práctica una de sus aspiraciones fundamentales: controlar la educación de la reina, sobre la idea de una «reina liberal».
Por eso el objetivo del pronunciamiento era la vuelta de María Cristina, “deseosa de recuperar la Regencia y la tutela regia de la que había sido formalmente apartada, hecho este último básico ya que suponía controlar los resortes de Palacio como poder de hecho en la toma de decisiones políticas y económicas”.
Según el historiador Juan Francisco Fuentes, el pronunciamiento era no solo antiesparterista sino también antiliberal, “que se explica por el peso determinante que tanto la ex regente –que financió la sublevación con más de ocho millones de reales– como su marido, Fernando Muñoz, tuvieron en la dirección del golpe y por la participación en el mismo de sectores carlistas descontentos con el supuesto incumplimiento del Convenio de Vergara... así como la notoria complicidad de las diputaciones forales, contrarias a la solución centralista que acababa de dar el gobierno a los fueros vascos”.
Asimismo contaba con el apoyo de los exmilitares carlistas descontentos porque todavía estaban pendientes del reconocimiento de la graduación alcanzada durante la Primera Guerra Carlista y de la consiguiente integración en el ejército, tal como se había pactado en el Abrazo de Vergara. “No es que la cuestión carlista fuera la clave del pronunciamiento, pero sí procuró base social y cobertura territorial. Resulta significativo que los principales núcleos de la secuencia de pronunciamiento se situaran en el País Vasco-Navarro”.
Asimismo, muchos elementos carlistas, descontentos con el final de la guerra, estaban dispuestos a dar una lección a Espartero, general victorioso por excelencia en la guerra carlista. Los moderados más reaccionarios no dudaron en aliarse con ellos, ofreciendo incluso esperanzas de una unión futura de la Reina Isabel con un heredero directo del Infante Don Carlos, uniendo así a las dos ramas enfrentadas de los Borbones.
Para Felipe Gutiérrez Llerena el pronunciamiento responde al único objetivo político de acabar con la regencia de Espartero al mismo tiempo que María Cristina recuperase la tutoría y custodia de Isabel y Luisa Fernanda. Sin embargo, se deben diferenciar los dos escenarios: el Palacio Real y las provincias del norte de España (Zaragoza, Navarra, Vizcaya y Alava) donde el argumento para recabar apoyos fue un intento -añade citando a Javier Tusell- de «la utilización de argumentaciones que pretendían salvar la foralidad de unos territorios que acababan de ser integrados de manera completa y total en el resto de España».

## Fracaso del pronunciamiento
María Cristina, aún financiando la revuelta, negó a los elementos civiles y militares su implicación hasta tanto se le garantizasen dos cosas: la protección del Palacio Real y, por tanto, de sus hijas; y la posibilidad de huida de las mismas si la sublevación fracasaba por el temor de que sobre ellas recayese la reacción liberal.
Istúriz, que era, de facto, el jefe de la conspiración civil, junto con Antonio Alcalá Galiano, recibieron la mayor parte del dinero de la exregente y de sus banqueros franceses y españoles. En la conspiración estaban implicados también los militares Ramón María Narváez y Leopoldo O'Donnell, aunque este último con un menor convencimiento dado el espíritu absolutista que tenía la trama, y al parecer también el general Juan Palarea, fallecido en la prisión de Cartagena (1842) en extrañas y nunca aclaradas circunstancias.[cita requerida] Debe incluirse a otros militares, como el general Manuel Gutiérrez de la Concha y Diego de León en Madrid, el general Gregorio Piquero-Argüelles en Vitoria, Cayetano Carlos María Borso di Carminati en Zaragoza, José Santos de la Hera en Bilbao (aunque apresado en Santander) y Francisco Urbina en Burgos, así como al liberal moderado Nazario Carriquiri en Pamplona.
El gobierno de Espartero tuvo conocimiento en septiembre de 1841 de los movimientos civiles y militares y, ante la posibilidad de que la operación fracasase aún antes de empezar, O'Donnell se vio obligado a sublevarse en Pamplona antes de tiempo.

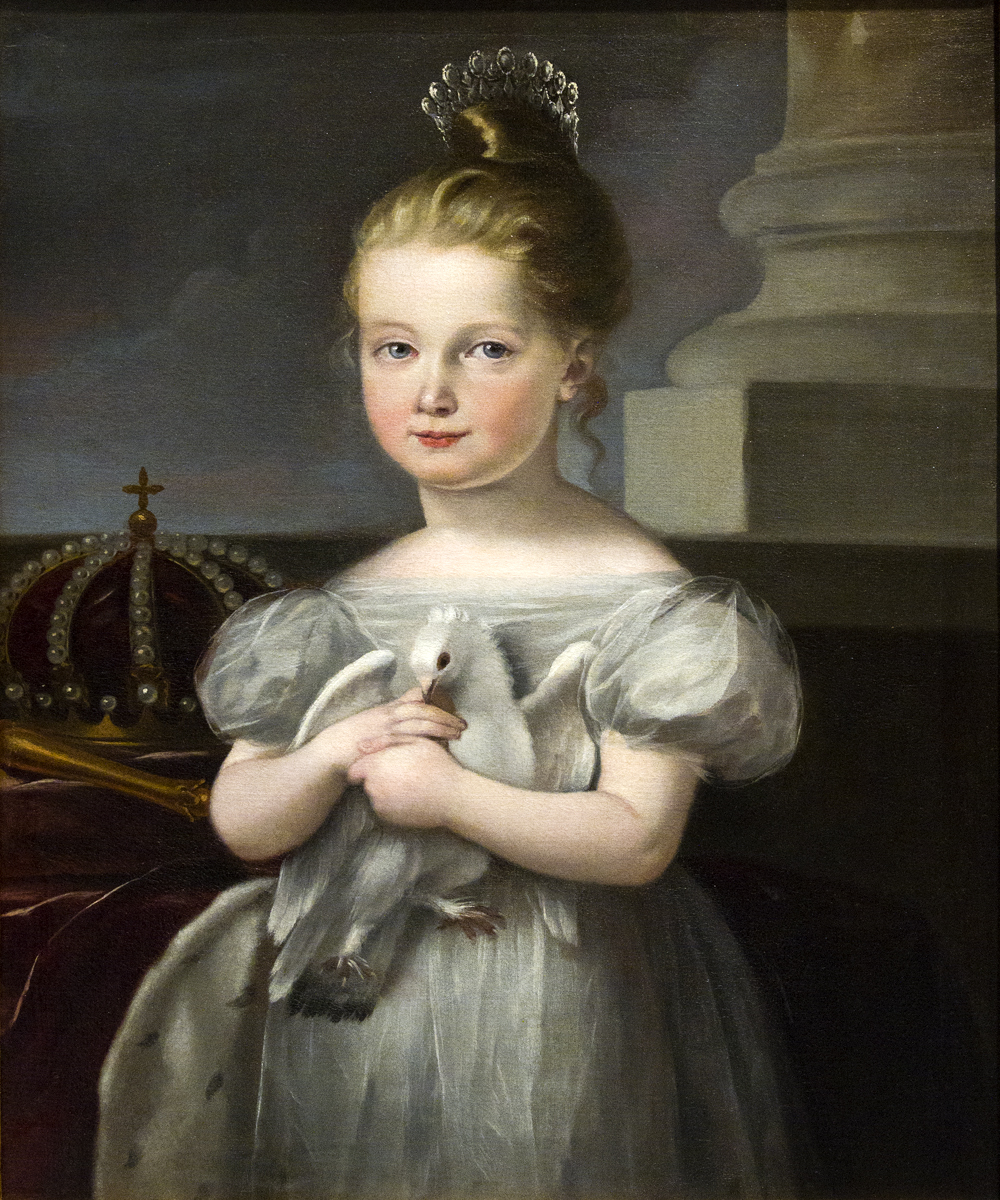
Isabel II de niña, hacia 1840, por José de Madrazo.

El movimiento militar fue detectado y denunciado el 27 de septiembre en Pamplona por varios oficiales de la guarnición ante las autoridades civiles sin que surtiera efecto «porque entre quienes debían haber instruído la causa militar correspondiente había personas implicadas en la conspiración». Al anochecer del 1 de octubre, el general Leopoldo O’Donnell, acompañado de varios oficiales, logra el apoyo de las tropas acuarteladas en la ciudadela de Pamplona, aunque no consiguió que la ciudad proclamase como regente a María Cristina, a pesar de apresar al alcalde de Pamplona y ordenar el bombardeo de la ciudad desde la ciudadela en diversas ocasiones entre el día 5 y 11 de octubre. Dos días más tarde salió de la ciudad y se colocó en Echauri con unos 2000 efectivos y 250 caballos enviando partidas por la Zona Media en busca de voluntarios que se sumaran a la causa. Hacia apenas mes y medio de la aprobación de la Ley Paccionada y buscaba apoyo carlista con la promesa de su derogación junto al respeto a los fueros vasconavarros. El proyecto de ley de 16 de octubre de 1841, que buscaba aplicar en las Vascongadas la misma solución adoptada en Navarra en agosto, fue adoptado unilateralmente por el gobierno central.
Más efectivo fue el pronunciamiento con la sublevación de Vitoria por parte del general Piquero el 4 de octubre, que fue seguida por la proclamación en Vergara por el general Urbiztondo de María Cristina como regente, a la par que se constituía en su nombre una llamada “Junta Suprema de Gobierno” presidida por Montes de Oca.
Otras poblaciones como Zaragoza o Bilbao lo siguieron en los primeros días de octubre, pero la planificación falló porque se contaba con la primera gran sublevación en Andalucía dirigida por Narváez seguida de otros movimientos en Madrid.
El 7 de octubre tuvo lugar el hecho más significativo del pronunciamiento: el asalto al Palacio real para capturar a Isabel II y a su hermana y “llevarlas al País Vasco; allí se proclamaría de nuevo la tutoría y regencia de María Cristina y se nombraría un gobierno presidido por Istúriz. El 7 de octubre, en una noche de lluvia, los generales Diego de León y Manuel de la Concha, con la complicidad de la guardia exterior, entraron en el Palacio Real, pero no lograron apoderarse de las dos niñas, ante la resistencia que hicieron en la escalera principal los alabarderos”. El general Diego de León se entregó convencido de que Espartero no iba a fusilarle.
Así pues la operación resultó un absoluto fracaso por la contundente reacción de los alabarderos de la Guardia Real dirigidos con maestría por el coronel Domingo Dulce y Garay. El día anterior, el infante don Carlos ya había negado su implicación en la revuelta dado el mal resultado que se avecinaba y Ramón Cabrera no había participado de manera alguna en el intento.

## Consecuencias

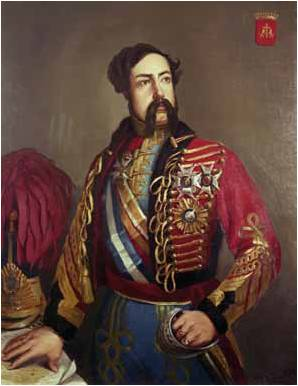
Teniente general Diego de León, fusilado el 15 de octubre de 1841 por su implicación en el pronunciamiento.

Los principales militares implicados, como O'Donnell y Manuel de la Concha consiguieron exiliarse. Otros como Borso di Carminati, Manuel Montes de Oca y Diego de León fueron apresados y ajusticiados.
La respuesta de Espartero rompió con una de las reglas no escritas entre los militares respecto de los pronunciamientos –respetar la vida de los derrotados– pues mandó fusilar a los generales Manuel Montes de Oca, Borso de Carminati y Diego de León, lo que causó un enorme impacto en gran parte del ejército y en la opinión pública, incluida la progresista –la muerte del joven general Diego León, “a quien Espartero se negó a indultar, quedó en la memoria popular como un crimen imperdonable del regente”–. Por otro lado la dura represión llevada a cabo por Espartero no acabó con la conspiración moderada, que continuó actuando a través de la clandestina Orden Militar Española.
Otra de las consecuencias del pronunciamiento moderado de 1841 fue que en varias ciudades se produjo un levantamiento progresista para impedirlo, aunque una vez derrotado algunas juntas desobedecieron la orden de Espartero de disolverse y desafiaron la autoridad del regente. Los sucesos más graves se produjeron en Barcelona donde la “Junta de Vigilancia” presidida por Juan de Llinás, aprovechando la ausencia del capitán general Antonio Van Halen que se había desplazado a Navarra para acabar con el pronunciamiento moderado, procedió a demoler la odiada fortaleza de la Ciudadela mandada construir por Felipe V tras su victoria en la guerra de sucesión española, que era considerada por la mayoría de los barceloneses un instrumento de opresión. Además con esa medida se pretendía proporcionar trabajo a los muchos obreros que se encontraban en paro. La respuesta de Espartero fue suprimir la Junta por “abuso de la libertad” y desarmar a la milicia, además de disolver el ayuntamiento y la diputación de Barcelona y hacer pagar a la ciudad la reconstrucción de los muros de la Ciudadela que ya se habían derribado.
Poco después, en diciembre de 1841, se celebraron elecciones municipales, en las que en algunas ciudades –como Barcelona, Valencia, Sevilla, Cádiz, Córdoba, Alicante o San Sebastián– se produjo por primera vez un ascenso notable del republicanismo, por lo que a las tradicionales reivindicaciones populares, como la supresión de los consumos y la abolición de las quintas, se sumó la supresión de la Monarquía, la reducción del gasto militar o el reparto de las tierra. De esta forma nacía y se consolidaba un movimiento radical a la izquierda del Partido Progresista “que aunaba la lucha por la democracia plena, identificada con la república y el federalismo, con la aspiración a una sociedad más igualitaria”.